# 대한민국 형법 제319조
대한민국 형법 제319조는 주거침입, 퇴거불응에 대한 형법각칙의 조문이다.

## 조문
제319조(주거침입, 퇴거불응) ① 사람의 주거, 관리하는 건조물, 선박이나 항공기 또는 점유하는 방실에 침입한 자는 3년 이하의 징역 또는 500만원 이하의 벌금에 처한다. <개정 1995.12.29>
②전항의 장소에서 퇴거요구를 받고 응하지 아니한 자도 전항의 형과 같다.

第319條(住居侵入, 退去不應) ① 사람의 住居, 管理하는 建造物, 船舶이나 航空機 또는 占有하는 房室에 侵入한 者는 3年 以下의 懲役 또는 500萬원 以下의 罰金에 處한다. 

②前項의 場所에서 退去要求를 받고 應하지 아니한 者도 前項의 刑과 같다.

## 판례
- 근로자들이 타워크레인에 올라가 이를 점거한 사안에서, 타워크레인은 건설기계의 일종으로 서 작업을 위하여 토지에 고정되었을 뿐이고 운전실은 기계를 운전하기 위한 작업공간 그 자체이지 건조물침입죄의 객체인 건조물에 해당하지 아니한다[1]
- 주거침입죄는 사실상의 주거의 평온을 보호법익으로 하는 것이므로, 반드시 행위자의 신체의 전부가 범행의 목적인 타인의 주거안으로 들어가야만 성립하는 것이 아니라 신체의 일부만 타인의 주거 안으로 들어갔다고 하더라도 거주자가 누리는 사실상의 주거의 평온을 해할 수 있는 정도에 이르렀다면 범죄구성요건을 충족하는 것이라고 보아야 하고, 따라서 주거침입죄의 범의는 반드시 신체의 전부가 타인의 주거 안으로 들어간다는 인식이 있어야만 하는 것이 아니라 신체의 일부라도 타인의 주거 안으로 들어간다는 인식이 있으면 족하다[2]
- 다가구용 단독주택이나 다세대 주택․연립주택․아파트 등 공동주택 안에서 공용으로 사용하는 엘리베이터, 계단과 복도는 특별한 사정이 없는 한 주거침입죄의 객체인 ‘사람의 주거’에 해당한다.[3]
- 출입문이 열려 있으면 안으로 들어가겠다는 의사 아래 출입문을 당겨보는 행위는 바로 주거의 사실상의 평온을 침해할 객관적인 위험성을 포함하는 행위를 한 것으로 볼 수 있어 그것으로 주거침입의 실행에 착수한 것으로 보아야 한다.[4]
- 퇴거불응죄에 있어서 ‘건조물’이라 함은 단순히 건조물 그 자체만을 말하는 것이 아니고 위요지를 포함하고, ‘위요지’가 되기 위하여는 건조물에 인접한 그 주변 토지로서 관리자가 외부와의 경계에 문과 담 등을 설치하여 그 토지가 건조물의 이용을 위하여 제공되었다는 것이 명확히 드러나야 할 것인데, 화단의 설치, 수목의 식재 등으로 담장의 설치를 대체하는 경우에도 건조물에 인접한 그 주변 토지가 건물, 화단, 수목 등으로 둘러싸여 건조물의 이용에 제공되었다는 것이 명확히 드러난다면 위요지가 될 수 있다.[5]

## 참고 문헌
- 김재윤(학원인), 손동권 저, 새로운 형법각론, 율곡출판사, 2013. ISBN 9788997428342

## 같이 보기
- 주거침입죄
- 퇴거불응죄
- 건조물침입죄